# Ruggero Raimondi
Ruggero Raimondi (Bologna, 3 ottobre 1941) è un basso-baritono e attore cinematografico italiano.

## Biografia
Nato a Bologna nel 1941, la sua voce matura precocemente e sin dall'età di quindici anni sviluppa un efficace registro baritonale.
Entra al Conservatorio Giuseppe Verdi di Milano a sedici anni. Studia successivamente a Roma con Maria Teresa Pediconi e Armande Piervenanzi. Nel 1964 vince il Concorso Nazionale per giovani cantanti lirici indetto a Spoleto dal Teatro lirico sperimentale "Adriano Belli", per poi debuttare nella stessa città come "Colline" ne La bohème nell'ambito della Stagione Lirica di settembre dello Sperimentale. Seguono numerose altre apparizioni in numerosi teatri italiani. Il debutto oltreconfine avviene nel 1969 al Glyndebourne Festival come Don Giovanni. Il suo debutto alla Scala è del 1968, come Timur in Turandot, seguono Metropolitan (Silva in Ernani, 1970) Covent Garden (Fiesco in Simon Boccanegra, 1972), Opéra Garnier (Procida ne I vespri siciliani, 1975).
Da allora ha interpretato numerosi altri ruoli nei teatri di tutto il mondo, lavorando con direttori quali Herbert von Karajan, Lorin Maazel, Zubin Mehta, Riccardo Muti, Claudio Abbado, Riccardo Chailly e Georges Prêtre, spaziando dal registro basso a quello baritonale e imponendosi come uno dei principali interpreti del repertorio mozartiano (Il Conte d'Almaviva ne Le nozze di Figaro, Don Alfonso in Così fan tutte), rossiniano (Mosè nel Mosè in Egitto, Mustafà ne L'italiana in Algeri e Don Basilio ne Il barbiere di Siviglia), verdiano (Attila, Filippo II in Don Carlos) e pucciniano (celeberrimo il suo Scarpia in Tosca). Nel 1982, sotto la direzione di Claudio Abbado partecipa all'esecuzione del Requiem di Giuseppe Verdi.
Da ricordare, nel 1992, l'interpretazione di Scarpia nella "Tosca nelle ore e nei luoghi di Tosca" girata a Roma "in tempo reale" e nei veri luoghi dove l'opera è ambientata: la Chiesa di Sant'Andrea della Valle, Palazzo Farnese e Castel Sant'Angelo. Lo spettacolo, con la regia di Giuseppe Patroni Griffi, vede impegnati anche Catherine Malfitano (Tosca), Plácido Domingo (Cavaradossi), Giacomo Prestia (Angelotti), Giorgio Gatti (Sacrestano). L'Orchestra Sinfonica di Roma della RAI era diretta da Zubin Mehta. L'evento trasmesso da Rai 1, premiato con 3 Emmy Awards, ha avuto oltre un miliardo di spettatori nelle televisioni di 107 paesi nei 5 continenti. Tra le altre interpretazioni, di particolare pregio risultano quelle di Boris Godunov, del Don Quichotte di Massenet, di Escamillo in Carmen (per il quale è candidato al David di Donatello per il miglior attore non protagonista), nonché quella di Don Profondo ne Il viaggio a Reims di Rossini, interpretata ripetutamente a partire dalla prima ripresa moderna del 1984, e la cui aria Medaglie Incomparabili è diventata in seguito un esilarante "pezzo da baule" nel repertorio del cantante.
Apprezzato, oltre che per la sua voce, per le sue doti sceniche e recitative, ha lavorato a teatro con i registi Jean-Pierre Ponnelle, Luca Ronconi e Giorgio Strehler, ed ha partecipato a numerosi film-opera quali Don Giovanni di Joseph Losey, Carmen di Francesco Rosi e Tosca di Benoît Jacquot, ma anche a diversi film in prosa, tra cui La vita è un romanzo e I colori del Diavolo.

## Profilo vocale
Dotato sin da giovane di una voce morbida ed estesissima, di grande potenza ed espressività, sviluppata su tutto il registro di basso sino a note propriamente baritonali, durante la prima fase della sua carriera ha limitato il proprio repertorio entro la tessitura del basso cantante (Colline, Timur), per ampliarlo a partire dalla fine degli anni '70 verso la fascia baritonale (Scarpia, Escamillo), raggiungendo con facilità le note più alte del registro. Negli anni successivi ha ulteriormente ampliato il suo repertorio, sperimentando nuovi personaggi e tessiture diverse (inclusi alcuni ruoli come buffo, baritono chiaro o cantante leggero). Sin dalla seconda metà degli anni '80 la sua voce ha registrato un progressivo cedimento degli armonici, portando ad una certa opacità e fibrosità della voce, che tuttavia ha mantenuto pressoché intatte anche in età avanzata le sue caratteristiche di estensione e potenza (permettendo al cantante, all'età di oltre sessant'anni, di esibirsi senza difficoltà nell'ampio spazio dell'Arena di Verona).
Caratteristico di Raimondi è inoltre lo spiccato interesse per la resa drammatica e scenica dei suoi personaggi, che lo ha portato, sin da giovane, ad adottare un canto fortemente espressivo e articolato, anteponendo in più occasioni le esigenze drammatiche e recitative a quelle puramente musicali (scelta assai biasimata da diversi critici e melomani), caratteristica che è andata crescendo nel corso degli anni. Le sue scelte vocali lo hanno inoltre spinto ad una spiccata predilezione per le esibizioni live (frequentemente registrate su video), nelle quali egli mette in luce le proprie doti drammatiche.

## Repertorio
| Ruolo                                | Titolo                         | Autore      |
| ------------------------------------ | ------------------------------ | ----------- |
| Goffredo                             | Il pirata                      | Bellini     |
| Oroveso                              | Norma                          | Bellini     |
| Sir Giorgio                          | I puritani                     | Bellini     |
| Méphistophélès                       | La damnation de Faust          | Berlioz     |
| Escamillo                            | Carmen                         | Bizet       |
| Mefistofele                          | Mefistofele                    | Boito       |
| Creonte                              | Medea                          | Cherubini   |
| Arkel                                | Pelléas et Mélisande           | Debussy     |
| Don Alfonso d'Este                   | Lucrezia Borgia                | Donizetti   |
| Baldassarre                          | La favorita                    | Donizetti   |
| Don Pasquale                         | Don Pasquale                   | Donizetti   |
| Il dottore Dulcamara                 | L'elisir d'amore               | Donizetti   |
| Roucher                              | Andrea Chénier                 | Giordano    |
| Méphistophélès                       | Faust                          | Gounod      |
| Don Quichotte                        | Don Quichotte                  | Massenet    |
| Conte d'Almaviva Figaro              | Le nozze di Figaro             | Mozart      |
| Don Giovanni                         | Don Giovanni                   | Mozart      |
| Don Alfonso                          | Così fan tutte                 | Mozart      |
| Boris Godunov Varlaam                | Boris Godunov                  | Musorgskij  |
| Coppélius Dapertutto Lindorf Miracle | Les contes d'Hoffmann          | Offenbach   |
| Thomas Becket                        | Assassinio nella cattedrale    | Pizzetti    |
| Alvise Badoero                       | La Gioconda                    | Ponchielli  |
| Colline                              | La bohème                      | Puccini     |
| Barone Scarpia                       | Tosca                          | Puccini     |
| Timur                                | Turandot                       | Puccini     |
| Mustafà                              | L'italiana in Algeri           | Rossini     |
| Selim, il Turco                      | Il turco in Italia             | Rossini     |
| Don Basilio Fiorello                 | Il barbiere di Siviglia        | Rossini     |
| Don Magnifico                        | La Cenerentola                 | Rossini     |
| Mosè                                 | Mosè in Egitto                 | Rossini     |
| Don Profondo                         | Il viaggio a Reims             | Rossini     |
| Mosè                                 | Mosè                           | Rossini     |
| Tiresias                             | Oedipus rex                    | Stravinskij |
| Zaccaria                             | Nabucco                        | Verdi       |
| Pagano                               | I Lombardi alla prima crociata | Verdi       |
| Don Ruy Gomez de Silva               | Ernani                         | Verdi       |
| Attila                               | Attila                         | Verdi       |
| Banco                                | Macbeth                        | Verdi       |
| Massimiliano Moor                    | I masnadieri                   | Verdi       |
| Roger                                | Jérusalem                      | Verdi       |
| Monterone Sparafucile                | Rigoletto                      | Verdi       |
| Ferrando                             | Il trovatore                   | Verdi       |
| Giovanni da Procida                  | I vespri siciliani             | Verdi       |
| Jacopo Fiesco                        | Simon Boccanegra               | Verdi       |
| Samuel                               | Un ballo in maschera           | Verdi       |
| Padre Guardiano                      | La forza del destino           | Verdi       |
| Filippo II Grande Inquisitore        | Don Carlo                      | Verdi       |
| Ramfis Il Re                         | Aida                           | Verdi       |
| Iago                                 | Otello                         | Verdi       |
| Sir John Falstaff                    | Falstaff                       | Verdi       |

## Discografia
| Anno | Titolo Ruolo                           | Cast                                                   | Direttore                   | Etichetta/Note                                                                 |
| ---- | -------------------------------------- | ------------------------------------------------------ | --------------------------- | ------------------------------------------------------------------------------ |
| 1967 | Rigoletto Monterone                    | Cornell MacNeil, Nicolai Gedda, Reri Grist             | Francesco Molinari Pradelli | EMI                                                                            |
| 1969 | La forza del destino Padre Guardiano   | Martina Arroyo, Carlo Bergonzi, Piero Cappuccilli      | Lamberto Gardelli           | EMI                                                                            |
| 1970 | Aida Ramfis                            | Leontyne Price, Plácido Domingo, Grace Bumbry          | Erich Leinsdorf             | RCA                                                                            |
|      | Don Carlo Filippo II                   | Placido Domingo, Montserrat Caballé, Sherrill Milnes   | Carlo Maria Giulini         | EMI                                                                            |
|      | Il pirata Goffredo il Solitario        | Montserrat Caballé, Bernabé Martí, Piero Cappuccilli   | Gianandrea Gavazzeni        | EMI                                                                            |
| 1971 | I Lombardi alla prima crociata Pagano  | Cristina Deutekom, Placido Domingo                     | Lamberto Gardelli           | Philips                                                                        |
| 1972 | Attila                                 | Cristina Deutekom, Placido Domingo, Sherrill Milnes    | Lamberto Gardelli           | Philips                                                                        |
|      | Norma Oroveso                          | Montserrat Caballé, Placido Domingo, Fiorenza Cossotto | Carlo Felice Cillario       | RCA                                                                            |
| 1973 | La bohème Colline                      | Placido Domingo, Montserrat Caballé, Sherrill Milnes   | Georg Solti                 | RCA/London Philharmonic Orchestra e Grammy Award for Best Opera Recording 1975 |
|      | Simon Boccanegra Jacopo Fiesco         | Piero Cappuccilli, Katia Ricciarelli, Placido Domingo  | Gianandrea Gavazzeni        | RCA                                                                            |
|      | I vespri siciliani Giovanni da Procida | Martina Arroyo, Placido Domingo, Sherrill Milnes       | James Levine                | RCA                                                                            |
| 1974 | Il barbiere di Siviglia Don Basilio    | Sherrill Milnes, Beverly Sills, Nicolai Gedda          | James Levine                | EMI                                                                            |
| 1975 | I masnadieri Massimiliano Moor         | Carlo Bergonzi, Montserrat Caballé, Piero Cappuccilli  | Lamberto Gardelli           | Philips                                                                        |
| 1976 | Macbeth Banco                          | Sherrill Milnes, Fiorenza Cossotto, José Carreras      | Riccardo Muti               | EMI                                                                            |
| 1977 | Il trovatore Ferrando                  | Franco Bonisolli, Leontyne Price, Piero Cappuccilli    | Herbert von Karajan         | EMI                                                                            |
| 1978 | Don Giovanni                           | Edda Moser, Kiri Te Kanawa, Teresa Berganza            | Lorin Maazel                | Sony                                                                           |
|      | Pelléas et Mélisande Arkel             | Frederica von Stade, Richard Stilwell, José van Dam    | Herbert von Karajan         | EMI                                                                            |
| 1979 | Aida Ramfis                            | Mirella Freni, José Carreras, Agnes Baltsa             | Herbert von Karajan         | EMI                                                                            |
|      | Tosca Barone Scarpia                   | Katia Ricciarelli, José Carreras                       | Herbert von Karajan         | Deutsche Grammophon                                                            |
| 1980 | Un ballo in maschera Samuel            | Placido Domingo, Katia Ricciarelli, Renato Bruson      | Claudio Abbado              | Deutsche Grammophon                                                            |
| 1981 | Aida Re d'Egitto                       | Katia Ricciarelli, Placido Domingo, Elena Obraztsova   | Claudio Abbado              | Deutsche Grammophon                                                            |
|      | Mosè in Egitto Mosè                    | Ernesto Palacio, June Anderson, Siegmund Nimsgern      | Claudio Scimone             | Philips                                                                        |
|      | Turandot Timur                         | Katia Ricciarelli, Placido Domingo, Barbara Hendricks  | Herbert von Karajan         | Deutsche Grammophon                                                            |
| 1985 | Le nozze di Figaro Conte d'Almaviva    | José van Dam, Barbara Hendricks, Lucia Popp            | Neville Marriner            | Decca                                                                          |
|      | La Cenerentola Don Magnifico           | Agnes Baltsa, Francisco Araiza, Simone Alaimo          | Neville Marriner            | Decca                                                                          |
| 1987 | L'italiana in Algeri Mustafà           | Agnes Baltsa, Frank Lopardo, Enzo Dara                 | Claudio Abbado              | Deutsche Grammophon                                                            |
| 1992 | Il barbiere di Siviglia Don Basilio    | Placido Domingo, Kathleen Battle, Frank Lopardo        | Claudio Abbado              | Deutsche Grammophon                                                            |

## Filmografia

### Cinema
- Don Giovanni, regia di Joseph Losey (1979)
- La Truite, regia di Joseph Losey (1982)
- La vita è un romanzo (La vie est un roman), regia di Alain Resnais (1983)
- Carmen, regia di Francesco Rosi (1984)
- Boris Godounov, regia di Andrzej Żuławski (1989)
- I colori del diavolo (Les couleurs du diable), regia di Alain Jessua (1997)
- Tosca, regia di Benoît Jacquot (2001)
- Assassinio nella cattedrale, regia di Tiziano Mancini (2006)
- Beaux-parents, regia di Héctor Cabello Reyes (2019)

### Televisione
- Nabucco, regia di André Flédérick (1979)
- Carmen, regia di Pierre Badel (1980)
- Il viaggio a Reims, ossia L'Albergo del Gigilio d'oro, regia di Ilio Catani (1984)
- Faust, regia di Ken Russell (1985)
- Il viaggio a Reims, regia di Brian Large (1988)
- Le nozze di Figaro, regia di Brian Large (1991)
- Don Giovanni oder Der bestrafte Wüstling, regia di Peter Lilienthal (1992)
- Il viaggio a Reims, regia di Manuel More (1992)
- Tosca: In the Settings and at the Times of Tosca, regia di Brian Large (1992)
- Falstaff, regia Teatrale di Johnatan Miller, regia TV di Patrizia Carmine (1999)
- Il turco in Italia, regia di Thomas Grimm (2001)
- Tosca, regia dei Ángel Luis Ramírez (2004)
- Les contes d'Hoffmann, regia di Tiziano Mancini (2004)
- Il barbiere di Siviglia, regia di Ángel Luis Ramírez (2005)
- Così fan tutte, regia di Stéphane Metge (2005)
- Falstaff, regia di Paola Longobardo (2006)
- Tosca, regia di Loreena Kaufmann (2006)
- Don Pasquale, regia di Felix Breisach (2006)
- Rigoletto a Mantova, regia di Marco Bellocchio – film TV (2010)

## Onorificenze

### Onorificenze straniere
Nel 2003 riceve la "Legion d'onore" a Parigi